# Universitat Cheikh-Anta-Diop
La Universitat de Dakar, també coneguda com a Universitat Cheikh-Anta-Diop, és la universitat més important del Senegal. El seu nom ret homenatge a l'antropòleg senegalès Cheikh Anta Diop i compta amb una matrícula de 60.000 estudiants aproximadament.
La seva creació pot rastrejar-se a les institucions educatives que creaven les autoritats franceses en l'època colonial de 1918, com una facultat de medicina, que s'havia obert per a uns pocs nadius senegalesos i per als francesos residents allí.